# Poreče, Vipava
Poreče este o localitate din comuna Vipava, Slovenia, cu o populație de 113 locuitori.